# Soluția Schwarzschild
Soluția Schwarzschild, deseori numită metrica Schwarzchild, este o soluție exactă, statică, sferic simetrică a ecuațiilor relativității generalizate a lui Einstein, ce prezintă câmpul gravitațional al unei  găuri negre sau al unui obiect cosmic (asteroid, planetă, stea, galaxie, grup de galaxii) ne-rotațional, care posedă masă.  Există două soluții Schwarzschild, o soluție internă și una externă.  Soluția internă prezintă câmpul gravitațional din interiorul corpului.  
Metrica Schwarzschild poartă numele fizicianului Karl Schwarzschild care a publicat-o într-un articol din 1915, care a urmat prompt publicării de către Albert Einstein a teoriei relativității generalizate, și care, în mod tragic, a avut loc cu foarte puțin timp înaintea morții lui Schwarzchild.  
În coordonate Schwarzschild (sau sferice) aceasta depinde de coordonată radială (r) și de coordonata unghiulară (θ).  Parametrul cel mai important al acestei soluții este raza Schwarzschild, a cărei formulă este
{\displaystyle R_{s}={\frac {2GM}{c^{2}}}}

unde:
- G - constanta gravitațională
- M - masa corpului central (sursei)
- c - vitezа luminii.

În cazul sistemelor de tip insular (corpurilor sau obiecte cosmice), raza Schwarzschild este mai mică decât raza sistemului (corpului). Aceasta nu prezintă altceva decât o măsură în unități de lungime a masei sistemului (corpului). În cazul colapsului gravitațional a obiectului cosmic, raza Schwarzchild devine raza găurii negre create. 
Acest parametru reprezintă raza din jurul găurii negre de unde nici o particulă elementară cunoscută (incluzând fotonii, adică lumina, dar excluzând gravitonii, care nu au fost încă detectați) nu mai poate evada. Pentru Pământ raza Schwarzschild este egală aproximativ cu 1 cm, iar pentru Soare este de aproximativ 3 km.